# Тепман, Илья Аврамович
Илья Аврамович Тепман (09.04.1931, Москва - 12.07.2014, Москва) — советский инженер-электрик, специалист в области мощных полупроводниковых приборов. Лауреат Ленинской премии 1966 года.
В 1948—1949 техник-электрик Харьковского проектно-конструкторского треста «Южэлектромонтаж».
В 1949—1954 студент Харьковского политехнического института.
С 1954 г. работал в Саранске на заводе «Электровыпрямитель», с 1960 г. главный инженер.
Ленинская премия 1966 года — за исследование сложных структур с p—n переходами, разработку технологии изготовления и внедрение в серийное производство силовых кремниевых вентилей.